# Bleun Brug
Bleun Brug (Flor de Bruc) fou una associació nacionalista i catòlica bretona fundada pel p. Yann-Vari Perrot el 1905 per tal de demanar al govern Combes que no bandegés el bretó de les esglésies, per reactivar el teatre en bretó i reviure les tradicions de sociabilitat al país. El nom prové del congrés celebrat aquell any per la Unió Regionalista Bretona al castell de Kerjean, en el qual la flor de bruc simbolitza la tenacitat bretona. La seva divisa era Ar breazhoneg hag ar feiz a zo breur ha c'hoar e Breiz (El bretó i la fe són germà i germana a Bretanya).
Aleshores rector de Saint-Vougay, organitzà un Gouelioù (festival) anyal de teatre popular bretó i poc després és nomenat director de la revista Feiz ha Breiz, que durant molts anys serà òrgan del moviment. El moviment fou força actiu a la diòcesi de Quimper, i el 1912 aprovà els seus estatuts, renovats el 1925, pels quals els seus objectius eren:
- promoure l'ideal bretó en les tres esferes de la propietat intel·lectual, política i econòmica
- Contribuir, en tant que catòlic, a fer que Bretanya retrobi la seva fe tradicional.

En 1938, el president d'aquesta associació fou Raymond Delaporte. Breur Brezhoneg ar er Skolioù (Fraternitat del bretó a l'escola) és una associació complementària de Bleun Brug.

## Després de la guerra
En 1948, Bleun-Brug és reviscolada per Yann-Hervé Libéral, sostinguda per Hervé Budes de Guébriant, i ajudat per Herri Caouissin i Yann Le Minor. Durant el discurs d'obertura a Saint-Pol-de-Léon, Guébriand reclamà la rehabilitació del seu vell amic Yann-Vari Perrot. El següent Congrés a Locronan es fa sota el signe de Barzaz-Breiz; s'anunciarà la resurrecció de l'abadia de Landévennec, llar de cristianitat cèltica, per la que el p. Perrot havia lluitat tant. A la mort de Libéral va entrar en crisi. El llegat de l'abat Perrot i les pressions (bisbat, premsa, ...) van fer canviar l'equip de direcció. Serà presidit successivament per Gab ar Moal, l'almirall Dougat, el germà Visant Seité, i Bernard de Parades (director artístic), encarregat dels espectacles a l'aire lliures. El p. François Mévellec va substituir finalment el p. Favé. L'organització seguirà la seva acció per a la restauració cristiana a Bretanya amb la seva riquesa cultural, artística, folklòrica i espiritual, sota el signe de la creu celta: congressos, cursos de bretó, concursos escolars i corals, jornades d'amistat, universitat d'estiu abordant els problemes d'ensenyament del bretó i de la història i actualitat bretones.

## Publicacions
Bleun Brug també fou el nom de la revista del grup, successora de Feiz ha Breiz, que fou editada en grafia anomenada universitària (creada pel canonge François Falc'hun i és membre d'Emgleo Breiz. Es deixà de publicar el 1985.
Després de les festes de Bleun Brug celebrades a Plougastel-Daoulas el 1978 una nova generació sorgida del maig de 1968 impulsà la revista Cahiers du Bleun-Brug, on hi col·laboraren François Falc'hun, Job An Irien, Jean-Pierre-Thomin i Charlez An Dréau. Deixà de publicar-se també el 1985. Des del 1984, però, ha impulsat l'experiència espiritual en bretó Minihi Levenez.